# 蟹満寺
蟹満寺（かにまんじ）は、京都府木津川市山城町綺田（かばた）にある真言宗智山派の寺院。山号は普門山。本尊は釈迦如来。

## 歴史
この寺の創建年代や由緒については不詳であるが、周辺の発掘調査から飛鳥時代後期（7世紀末）の創建と推定されている。その後、江戸時代の正徳元年（1711年）智積院の僧・亮範が入寺し再興された。今昔物語集等に記載がある蟹の恩返しの伝承で有名である。
寺の所在地の地名綺田（かばた）は、古くは「カニハタ」「カムハタ」と読まれ、「蟹幡」「加波多」などと表記された。寺号についてもかつては加波多寺、紙幡寺などと表記されたものが蟹満寺と表記されるようになり、蟹の恩返しの伝説と結びつくようになったとする。この伝説が『今昔物語集』に収録されていることから、蟹満寺の寺号と蟹の報恩潭との結びつきは平安時代後期以前にさかのぼることがわかる[1]。
上記の蟹の報恩潭は観音霊験説話であり、当寺の山号の普門山も法華経の観世音菩薩普門品に因むものであることから、当寺の本来の本尊は観音菩薩であったとみられる。以前寺の入口付近に観音堂が存在していたが、本尊は釈迦如来に変わっていた。本尊の銅造釈迦如来坐像（像高240cm）は飛鳥時代後期（白鳳期）の作であるが、造像の由緒は不明で当初から蟹満寺にあったものか、他の寺院から移されたものかについては諸説ある。
発掘調査によると飛鳥時代後期（7世紀末）の創建とみられるが、宝暦9年（1759年）に建立された本堂が2010年（平成22年）に改築されたために古い建物は残っていない。
境内のあちこちに蟹の彫刻物がある。

## 境内

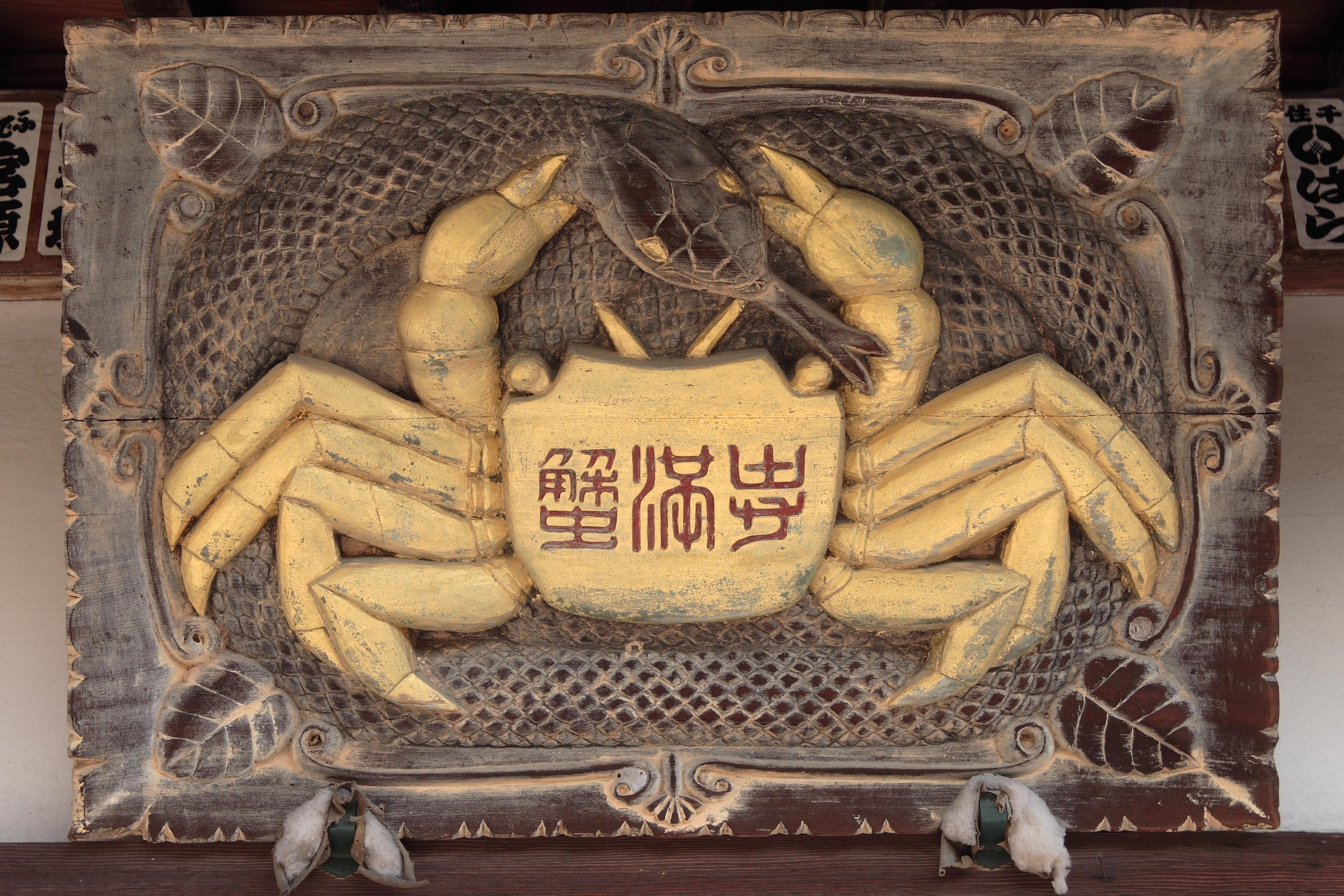
寺号

- 本堂 - 2010年（平成22年）改築。
- 庫裏
- 地蔵堂
- 普門庵
- 山門
- 放生池 - 道路を挟んで山門の前にある。

## 文化財

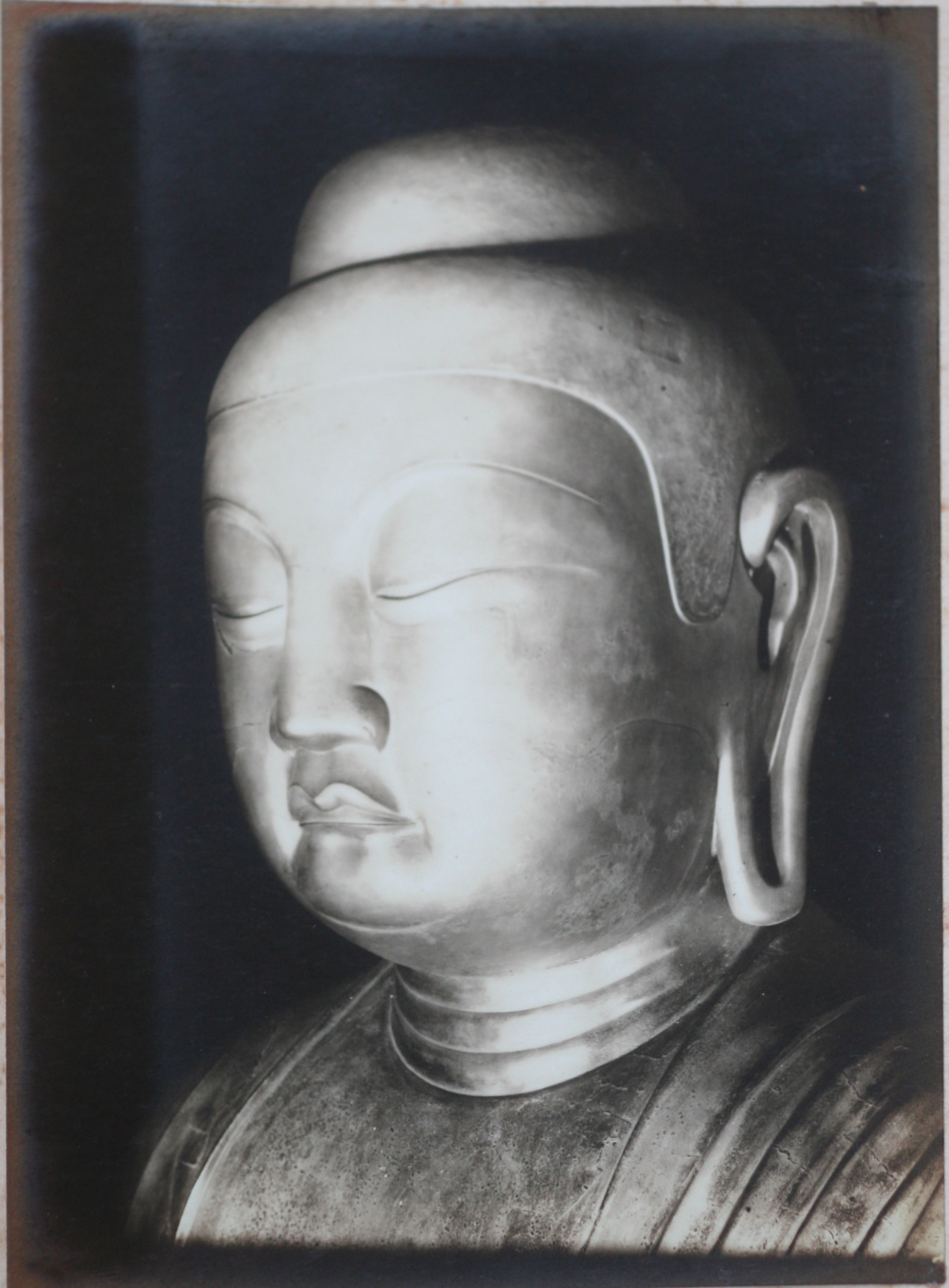
釈迦如来座像頭部

### 国宝
- 銅造釈迦如来坐像

像高240.0cm。本来は鍍金がほどこされていたが、頬のあたりに鍍金の痕跡を残すのみで像表面は黒色を呈する。右手は胸の辺に上げ第一指と第二指で輪をつくり、左手は掌を上にして膝上に置き、第三指を軽く曲げる（ただし、第三指の半ばから先は木製の後補）。材質、像高、前述の両手の印相などの図像的特色を含め、奈良市・薬師寺金堂薬師三尊像の中尊薬師如来像との類似が指摘される（薬師寺像の像高は254.7cm）。様式的には興福寺仏頭（もと山田寺講堂本尊、天武天皇14年（685年）開眼）と薬師寺像の中間に蟹満寺像を位置付けるのが通例であるが、天平期（8世紀）に入っての作とみなす説もある。
本像の伝来については記録がなく、当初から現在地に安置されていたのか、他所から移座されたのかを含め、確かなことは不明である。寺伝では本像は綺田の東方山中にあった浄土宗の大寺院・光明山寺から移されたものとする。これに対し、足立康は、本像は井堤寺（いでじ）にあったものとした。井堤寺は現在の綴喜郡井手町にあり、同地にあった橘諸兄の別業に付属した寺院である。足立説ではこの井堤寺を光明寺とも号したことから、前述の光明山寺と混同されたのではないかとする。他に蟹満寺像の旧所在については、山城国分寺にあったとする説（杉山二郎）、高麗寺（木津川市山城町上狛に跡がある）にあったとする説（角田文衛）などがある。2005年（平成17年）に実施された蟹満寺境内の発掘調査では本像の台座は創建時から動いていないとされ、本像は1,300年間動いていないとされた。しかし、2008年（平成20年）の木津川市教育委員会による再調査で、台座下には江戸時代の地層があり、台座も江戸時代の墓石を転用したものであることが判明した。
上記の本堂改築に伴い、本像も詳細な学術調査が行われ幾つかの発見があった。まず、本像の重量はは2172kgで、薬師寺像の4947kg（袈裟を含む）と比べてずっと軽く、銅厚が主要体部で2 - 3mmと非常に薄い。また、鋳掛けにより顔立ちを修整しているのも新知見である。また本像の制作方法は、分割型鋳造法か分割しない蝋型鋳造法か議論があったが、本調査により土型で作られた可能性が浮上している。

### 木津川市指定有形文化財
- 木造如来形坐像 - 阿弥陀如来坐像。天平時代作。